# 345P/LINEAR
345P/LINEAR, komet Enckeove vrste